# Списак авиона југословенске производње

## Типови произведених авионаЗМАЈ
- Физир ФН
- Физир ФП-2
- Физир-Рајт
- Физир-Лорен
- Физир-Јупитер
- Физир-Мајбах

## Типови произведених авионаИКАРУС
- Икарус ШМ - (школски морнарички двосед 42 примерака 1924—1929. год)
- Икарус ИО - (обалски извиђач тросед 37 примерака 1925—1926. год)
- Икарус ИМ - (извиђач двосед 2 примерака (прототип) 1928. год)
- Сиви Соко - (туристички двосед 1 примерак (прототип) 1929. год)
- СИМ VIII - (туристички двосед 2 примерка (прототип) 1933. год)
- Икарус ИК-1 - (ловачки 1 примерак (прототип) 1935. год)
- Икарус ИК-2 - (ловачки 1 + 12 примерака 1936—1938. год)
- Икарус ММ-2 - (школски двосед 1 примерак (прототип) 1939. год)
- Аеро-2 - (школски двосед 1 примерак (прототип) 1940. год)
- Б-5 - (експериментални двомоторни једносед 1 примерак (прототип) 1939—1940. год)
- Икарус оркан - (двомоторни разарач 1 примерак (прототип) 1939—1940. год)
- С-49Ц
- Икарус 214
- Икарус 215
- Икарус 451
- Икарус Аеро 2
- Икарус Курир

## Типови произведених авионаРОГОЖАРСКИ
- Физир-Мајбах - школски (32 примерака 1927. до 1929. год.)
- Физир Лорен – школски (1 примерак конверзија - прототип 1928. год.)
- Физир Хиспано – школски / извиђач (1 примерак конверзија – прототип 1928. год.)
- Физир-Рајт – школски (1 примерак - прототип 1930. год.)
- Физир Ф1Г-Кастор – школски (1 примерак - прототип 1931. год.)
- Физир Ф1Г-Титан – школски (1 примерак - прототип 1931. год.)
- СИМ-VIII - спортско туристички авиона (3 примерка 1931. год.)
- Рогожарски АЖР- прелазни школски (1 примерак –прототип 1934. год.)
- Рогожарски ПВТ – (скраћеница од Прелазни Ваздухопловно Технички)-ловачки школски авион (61 примерак 1935—1941. год.)
- Физир ФН - школски (40 примерака 1935. год.)
- Рогожарски СИМ-VI - спортско-туристички (2 примерка-прототип 1936. и 1937. година)
- Рогожарски ПВТ-Х – прелазно школски хидроавион (1 примерак конверзија ПВТ +3 примерка 1937. год.)
- Рогожарски СИМ-Х – једномоторни школски авион двосед за почетну обуку и пилотажу (21 примерак 1937. год.)
- Рогожарски СИ-ЏИП – модификација СИМ-Х са мотором Џипси Мајор (1 примерак конверзија СИМ-Х 1940. год )
- Рогожарски СИ-ЏИП – модификација СИМ-Х школски авион за ноћно летење (1 примерак конверзија СИМ-Х 1941. год)
- Рогожарски ИК-3 – ловац једносед (1 примерак – прототип 1937. год.)
- Рогожарски ИК-3 – ловац једносед (12 примерака – серијска производња 1940. год.)
- Рогожарски Р-100 – једномоторни авион, једносед за обуку у вишим пилотским школама (26 примерака 1938. и 1939. год.)
- Рогожарски СИМ-XI – акробатски авион, једносед намењен за обуку и тренажу пилота ловаца (1 примерак – прототип 1938. год.)
- Рогожарски СИМ-XII-Х – школски хидроплан (1 прототип +4 примерка 1938. + 4 примерка 1940. год.)
- Рогожарски СИМ-XIV-Х – обални извиђач (1 прототип 1938. + 6 примерака 1939. год.)
- Рогожарски СИМ-XIVБ–Х – бомбардер хидроавион (12 примерака 1940. год.)
- Рогожарски Бруцош (НМС)– школски авион (1 прототип 1940. год.)
- Рогожарски Р-313 (првобитно назван СИМ-XV) – вишенаменски борбени авион –разарач (1 примерак – прототип 1940. год)

## Типови произведених авионаСОКО
- Авион 522
- С-55-5 Мк. 5
- Г-2 Галеб (Н-60) 
  - Г-2A
- Г-3 Галеб
- J-21 Јастреб
  - J-1 (J-21)
  - РЈ-1 (ИЈ-21)
  - ТЈ-1 (НЈ-21) Јастреб
- Ј-20 Крагуј
- Ј-22 Орао
  - Орао 1 (ИЈ/ИНЈ-22)
  - Орао 2 (Ј-22)
  - Орао 2 (НЈ-22)
- Г-4 Супер Галеб (Н-62)
  - Г-4M Супер Галеб

## Типови произведених авионаУТВА
- 212
- 213 'Вихор'
- Аеро 3
- 251 'Тројка'
- Утва 56/60
  - 60-АТ1
  - 60-АТ2
  - 60-АГ (пољопривредна верзија)
  - 60-АМ (ваздушна амбуланта)
  - 60Х (флоат плане)
  - 60 В-51
- Утва 65
  - 65 'Привредник'
  - 65 'Привредник'-ИО
  - 65 'СуперПривредник'-350
- Утва 66
  - 66-АМ (ваздушна амбуланта)
  - 66Х
  - 66В
  - 66 Супер СТОЛ
- Утва 75
  - 75А21
  - 75А41
  - 75АГ11
  - 75 В-53
- Авион Ласта
- Утва 96
- Мини УАВ Гавран
- Медиум УАВ